# Devotion (film fra 1921)
Devotion er en amerikansk stumfilm fra 1921 af Burton George.

## Medvirkende
- Hazel Dawn som Ruth Wayne
- Elmo Lincoln som Robert Trent
- Violet Palmer som Marian Wayne
- Renita Randolph som Lucy Marsh
- Bradley Barker som Stephen Bond
- Henry G. Sell som James Marsh
- Wedgwood Nowell som Teddy Grandin